# موسیقی یونان باستان

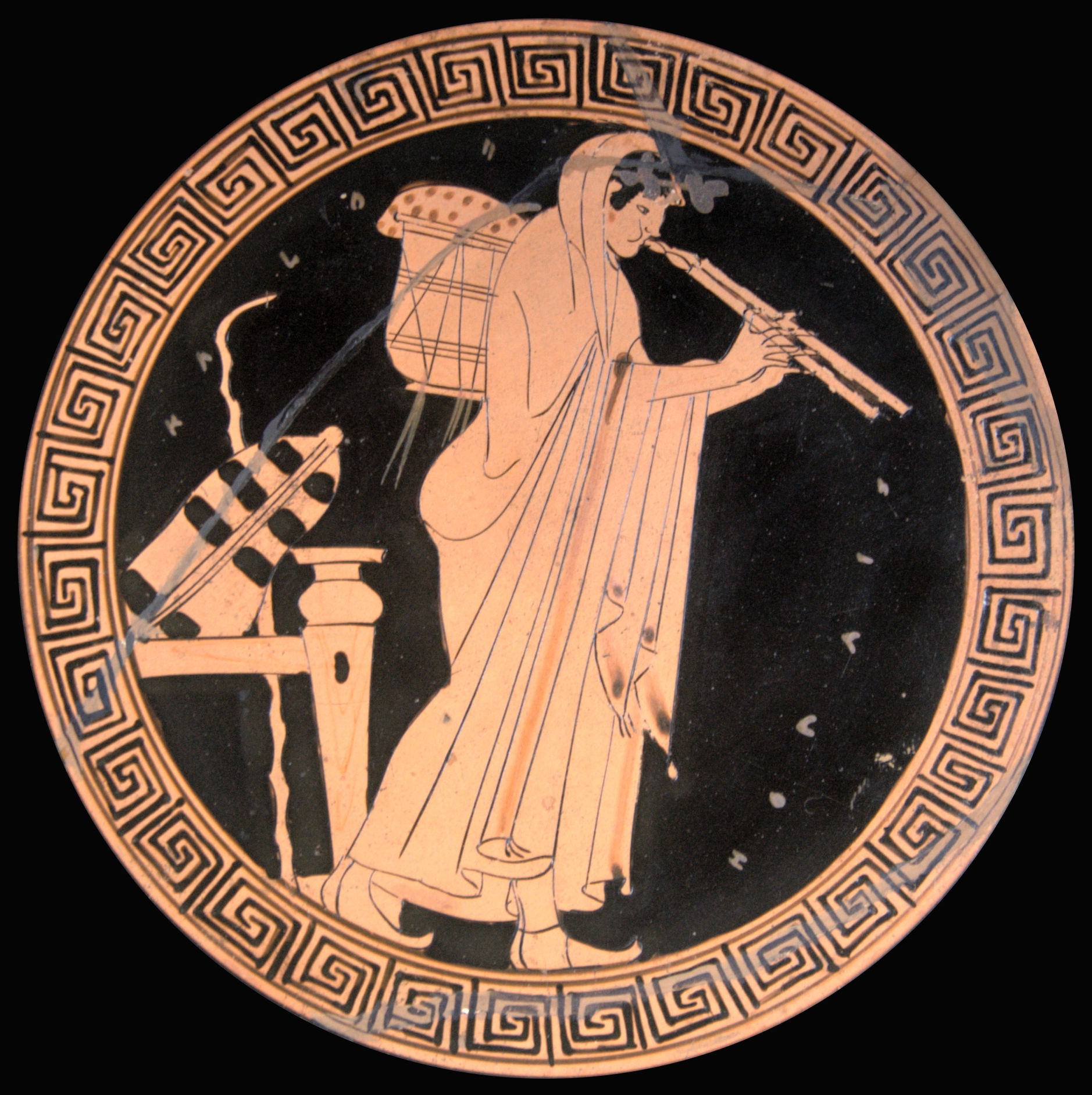
Aulos

موسیقی یونان باستان در تمام ابعاد جامعهٔ یونان آن دوره، راه یافته بود. از موسیقی در مراسم ازدواج، خاکسپاری، مراسم دینی و تئاتر استفاده می‌شد. از این رو، موسیقی در زندگی یونانیان باستان، نقشی کلیدی داشت.
در آثار باستان‌شناسی به‌دست‌آمده از این دوره، قطعات نقاشی یا سرامیکی که در آن اجرای موسیقی به تصویر کشیده شده، فراوان است. قطعات بسیاری از نت‌نویسی یونانیان باستان نیز برجای مانده‌است. خود واژهٔ «موسیقی» (موزیک) نیز برگرفته از نام موز است که یکی از دختران زئوس (خدای یونانی) بود.
بیشتر آنچه از تئوری موسیقی یونان باستان می‌دانیم برگرفته از آثار فیثاغورث، بطلمیوس، آریستوکسنوس و افلاطون است. برخی از این فلاسفه، به‌ویژه فیثاغورث، بر این باور بودند که موسیقی بر اساس همان قواعد ریاضی است که عامل هارمونی (هماهنگی) جهان است و در نتیجه آموزش موسیقی جزئی از آموزه‌های مکتب آنان بود.